# 奧拉拜 (亞利桑那州)
奧拉拜（英語：Oraibi）是位於美國亞利桑那州納瓦霍縣的一個非建制地區。該地的面積和人口皆未知。

## 地理
奧拉拜的座標為35°52′35″N 110°38′25″W / 35.87639°N 110.64028°W，而該地的平均海拔高度為1731米（即5679英尺）。